# A4 (автомагистраль, Хорватия)
A4 (хорв. Autocesta A4) — шоссе в Хорватии. Длина шоссе составляет 96,4 км. Шоссе проходит по маршруту Загреб — Вараждин — Горичан, где переходит на территорию Венгрии и продолжается венгерской магистралью M7 до Будапешта. Шоссе A4 на территории Хорватии — часть европейского маршрута E65 (Мальмё — Ханья).

## Описание

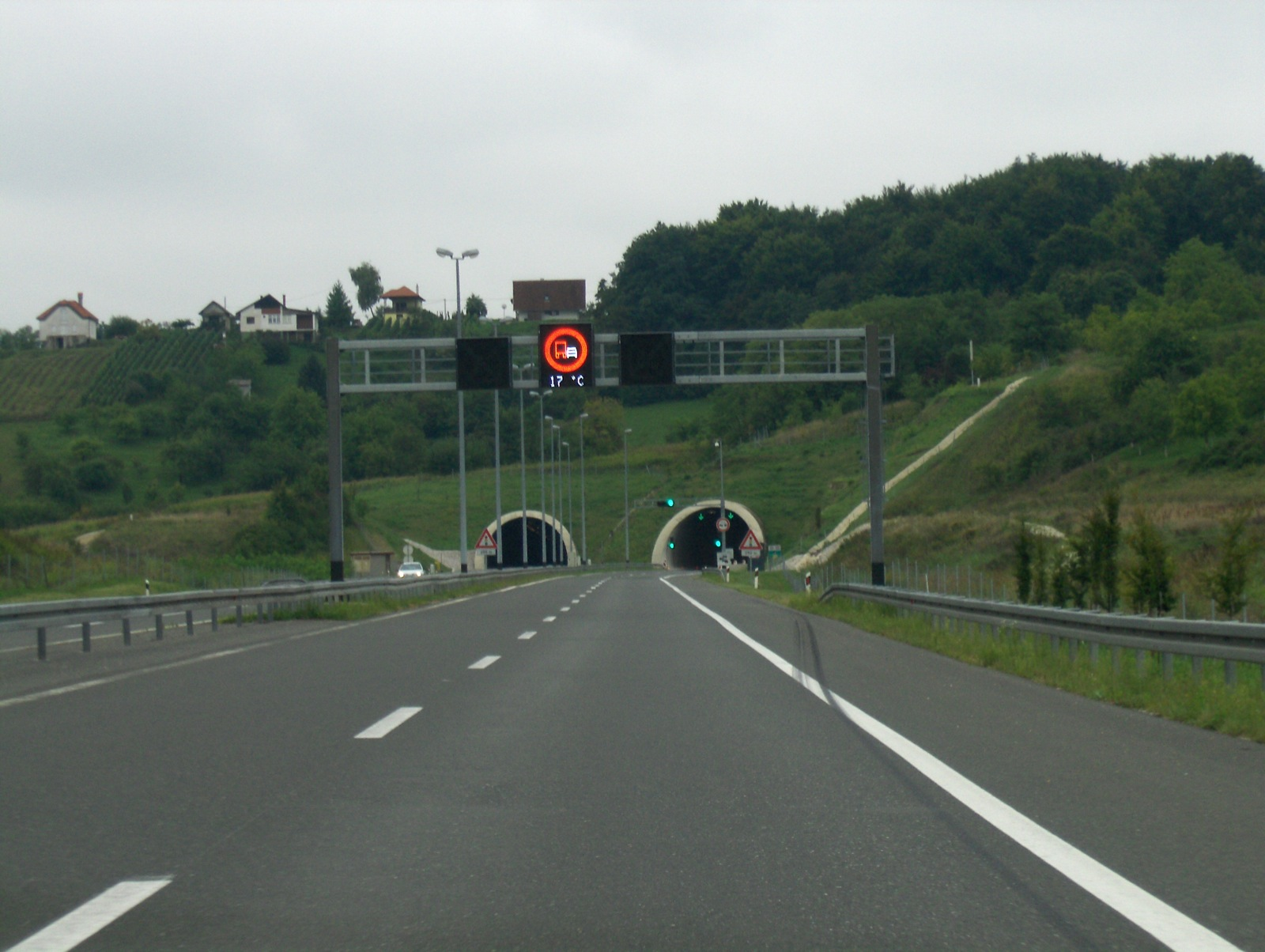
Въезд в тоннель Вртлиновец

Шоссе начинается на развязке Иванья-Река (хорв. Ivanja Reka) в юго-восточных пригородах Загреба. На развязку кроме шоссе A4 выходит шоссе A3 и загребская улица Славонский проспект (хорв. Slavonska avenija). Первый участок магистрали от Иваньи-Реки до съезда на город Врбовец длиной 17 км бесплатен, остальная часть магистрали платная. Движение по всей магистрали двустороннее, по две полосы в каждую сторону.
На магистрали 12 развязок и 3 места для отдыха. Оператор шоссе — государственная компания «Hrvatske autoceste».
Дорога проходит по холмистой местности, в связи с чем на ней построен ряд тоннелей, виадуков и мостов. Двумя длиннейшими тоннелями являются Храстовец (длина тоннелей для разных направлений 498 и 523 метра) и Вртлиновец (522 и 628 метров), расположенные к северу и югу от съезда на Вараждинске-Топлице. Два крупнейших моста на трассе — мост над Дравой около Вараждина (длина 507,7 метров) и мост над Мурой (225 метров), по которому проходит венгерско-хорватская граница.

## История
Основная часть трассы была построена между 1997 и 2003 годом, за исключением небольшого отрезка между съездом на Горичан и венгерской границей. Этот участок длиной 1,6 км, включающий в себя пограничный мост над Мурой, был открыт 22 октября 2008 года.

## Важные развязки

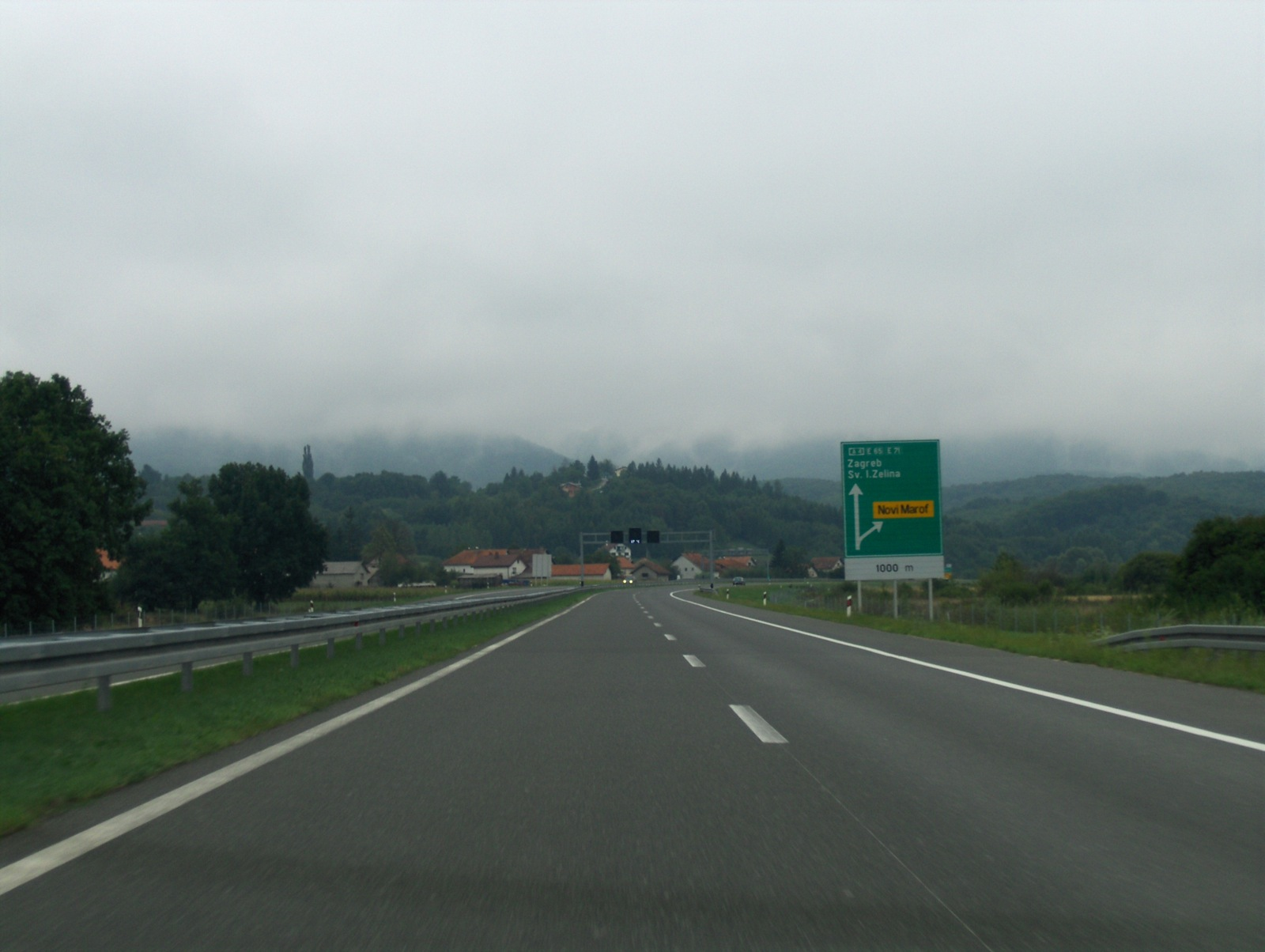
A4 около Нови-Марофа

| Км   | Развязка                                 | Пересечение с магистралями | Города                    |
| 0    | Пограничный переход Горичан (с Венгрией) |                            | Летенье (Венгрия)         |
| 2,8  | Горичан                                  | D3                         | Горичан                   |
| 16,9 | Чаковец                                  | D20                        | Чаковец, Прелог           |
| 25,0 | Лудбрег                                  | D2                         | Вараждин, Лудбрег         |
| 32,7 | Вараждин                                 | D3                         | Вараждин                  |
| 38,6 | Вараждинске-Топлице                      | D24                        | Вараждинске-Топлице       |
| 47,0 | Нови-Мароф                               | D22                        | Нови-Мароф                |
| 79,2 | Света-Елена                              | D28, A12 (строится)        | Врбовец                   |
| 90,4 | Поповец                                  | D29                        | Поповец                   |
| 93,6 | Кральевечки-Новаки                       | D41                        | Сесвете, Дуго-Село        |
| 96.4 | Иванья-Река                              | A3                         | Загреб (Slavoska avenija) |